# Fabryka Samochodów Osobowych

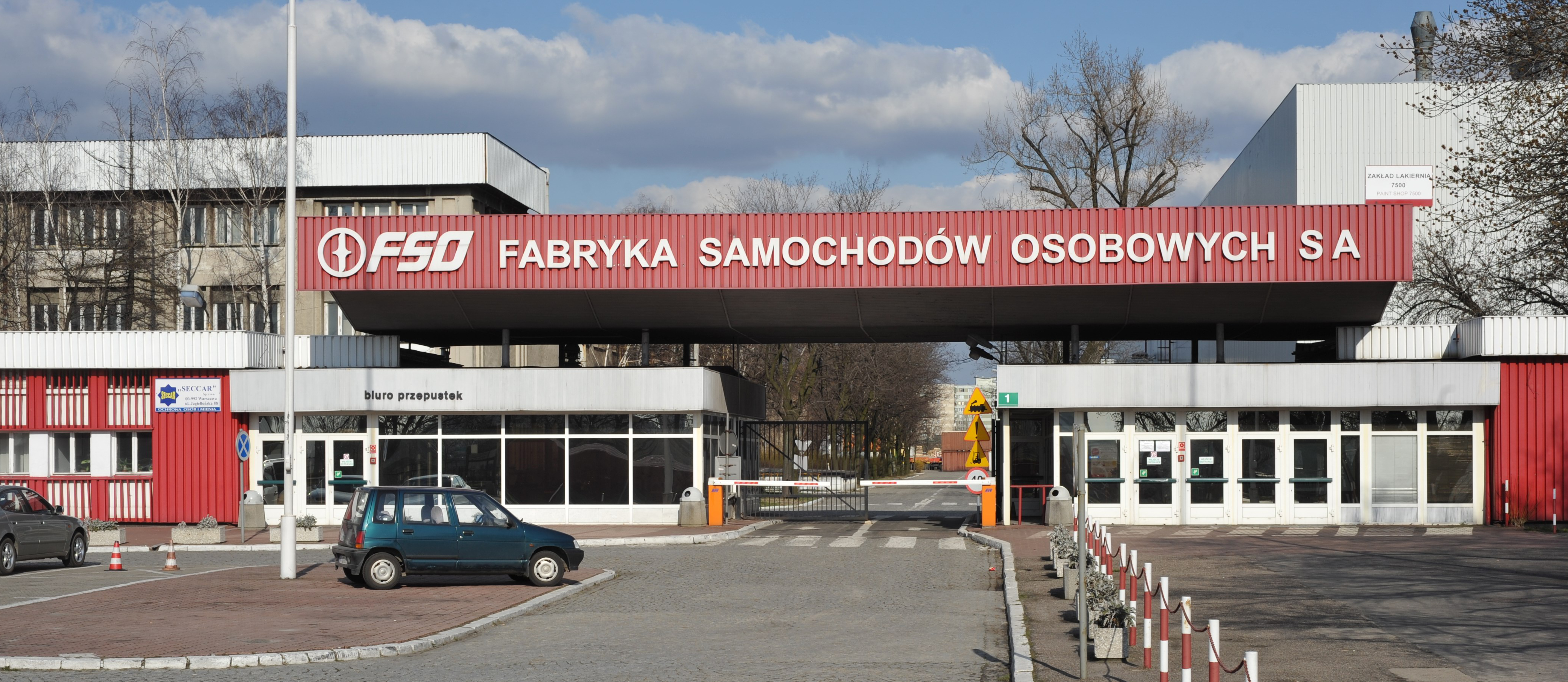
Vchod do sídla firmy

Fabryka Samochodów Osobowych (v doslovném překladu „továrna osobních automobilů“, zkráceně FSO) byla polská automobilka sídlící ve Varšavě. Založila ji polská vláda v roce 1951. Prvním vyráběným vozem byl FSO Warszawa jakožto licence sovětského typu GAZ M20 Poběda.

## Historie

### Začátky
FSO vznikla po 2. světové válce, když navázala na tradici závodu Państowe Zakłady Inżynierii (Státní inženýrské závody, zkratka PZInż) ve Varšavě. Ten od roku 1932 licenčně vyráběl podle dohody polské vlády s italskou automobilkou FIAT nákladní Fiat 621, a to i s autobusovou karoserií. Po vybudování nové továrny Fabryka Samochodów Osobowych i Półciężarowych (továrna na výrobu osobních automobilů a dodávek) v letech 1933–1934 přibyla licenční výroba osobních vozů Fiat 508 různých modifikací. Do roku 1939 se jich vyrobilo kolem 10 000. Uznáním kvality produkce bylo povolení užívat označení Polski Fiat.
Za druhé světové války Němci odvezli výrobní zařízení a továrna byla zničeny.
Na přelomu 40. – 50. let byla od základů postavena továrna nová –  FSO. I nově založený podnik připravoval licenční výrobu vozů Fiat. Měl jich vyrábět 20 000 ročně. Začátek studené války plány změnil. Dohoda s FIAT byla založena na barterovém obchodu, Polsko mělo licenci zaplatit dodávkami uhlí, potravin a hutních a chemických výrobků. Do jednání nepřímo vstoupily světové velmoci. SSSR, který Polsko ve shodě s tajným dodatkem paktu Ribbentrop–Molotov vojensky napadl, posléze osvobodil, ale nevyrovnal odpovídající částí poválečných reparací stanovenou Postupimskou dohodou, vnuceně nabídl dosazené komunistické vládě Polska na pokyn Josifa Stalina „bezplatnou“ licenci na výrobu vozu střední třídy Poběda (vítězství). Ovšem s podmínkou odkupu předražené výrobní linky, která mnohonásobně převyšovala hodnotu kontraktu s Fiatem. Na druhé straně jednání ovlivnil Marshallův plán americkým uhlím potřebným v Itálii. Ukončením smlouvy s Itálií bylo Polsko povinno zaplatit smluvní pokutu italskému Fiatu, který už začal továrnu stavět.
Na podzim roku 1951 sjel z výrobní linky FSO první poválečný polský osobní automobil – Warszawa, licenční GAZ M20 Poběda. Z jeho konstrukce vycházely dodávkové vozy FSC Żuk, mikrobusy ZSD Nysa, menší osobní vozy FSO Syrena a terénní FSR Tarpan, všechny kompletně vyvinuté v Polsku.

### FSO Warszawa

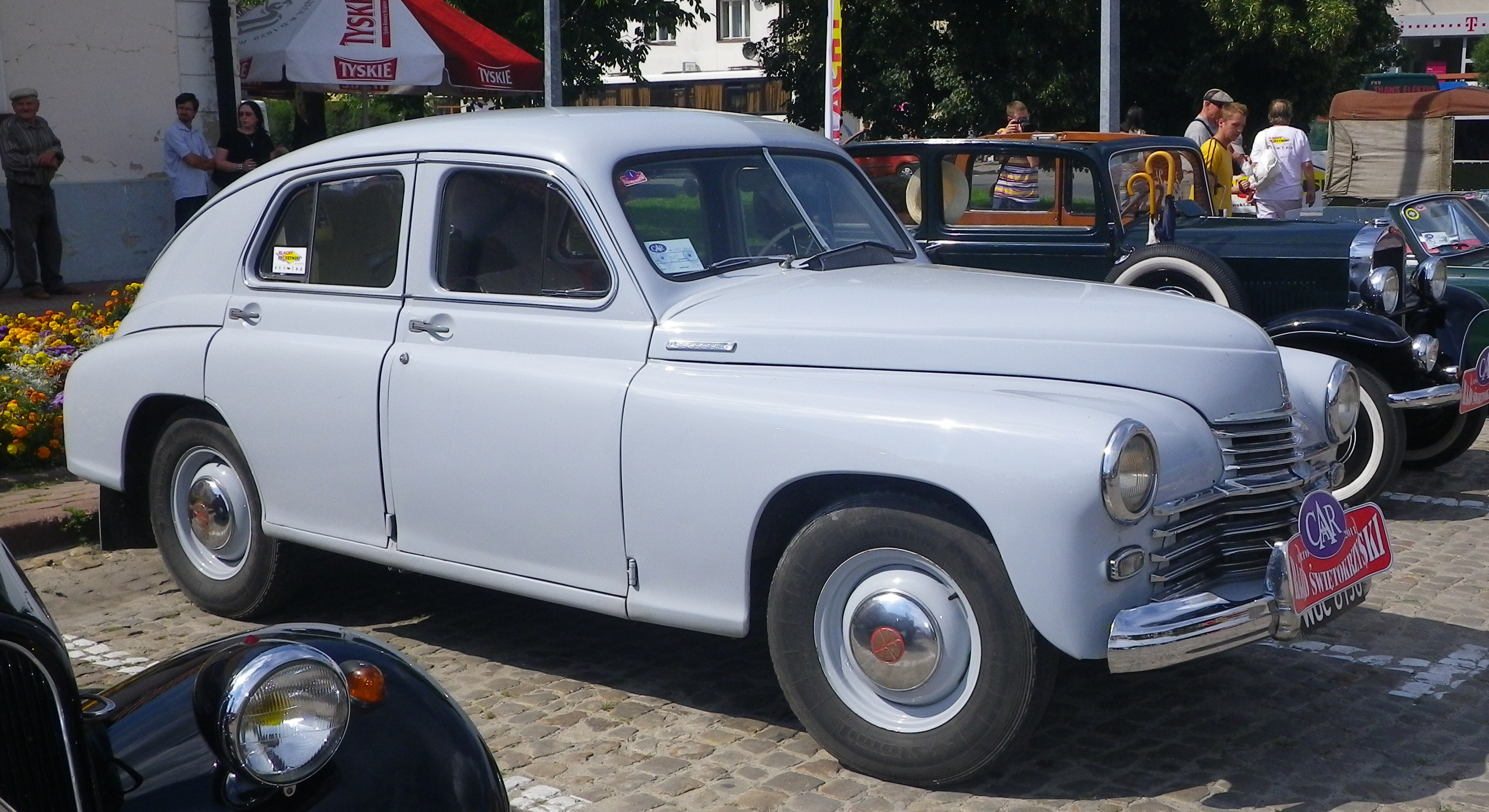
FSO Warszawa M20
styl poplatný konci třicátých let

Původní plán počítal s roční výrobou cca 25 000 Warszaw M20 ročně, ovšem nikdy se nesplnil. V roce 1951 bylo vyrobeno v podstatě jen 75 vozů, v dalších letech se roční produkce pohybovala kolem 1 500 vozů. Tehdy se ve výrobě používala ještě část dílů dovážených ze SSSR. Teprve až od roku 1955 byly Warszawy kompletně vyráběny v Polsku, jejich výroba vzrostla na cca 4 000 ročně.

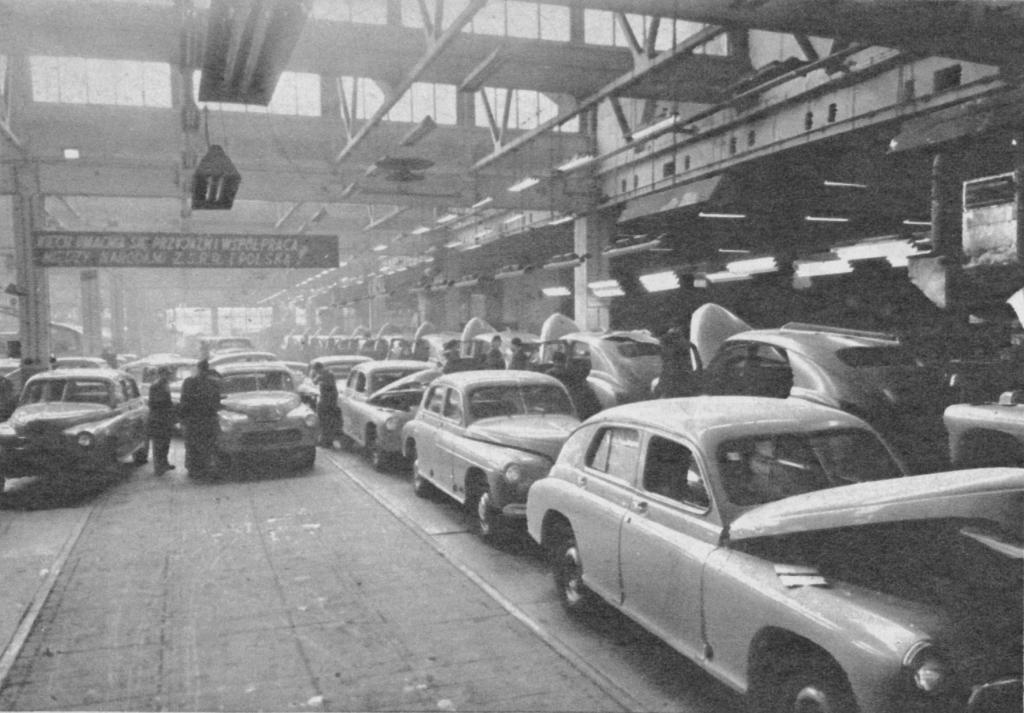
Montáž vozů FSO Warszawa M-20

První modernizace proběhla v roce 1957. Vůz získal nový kryt chladiče, nové ukazatele směru jízdy, volant a ozdoby. Typový znak novinky „M-20 model 57“ byl brzy nahrazen označením Warszawa 200. Výroba poprvé překonala hranici 10 000 ročně.
V roce 1958 byla zahájena výroba užitkové verze „pick-up“. V roce 1960 byl uveden model 201, u tohoto typu už byly použity teleskopické tlumiče a faceliftem prošly i zadní lampy. Dva roky na to byla uveden model 202, konečně s novým motorem S21 s rozvodem OHC. V roce 1964 dostala Warszawa modernizovanou karoserii sedan (typový znak 203 s motorem S21/typový znak 204 s motorem M-20), rok na to i kombi (typový znak 203K/204K). Posledním typem Warszawy měl být model 210 – ovšem ten zůstal jen ve fázi prototypu. V té době továrna získala licenci na výrobu italských automobilů Fiat 125. V roce 1968 ještě došlo ke změně označení – na 223/224 a to s ohledem na patent firmy Peugeot na trojmístné označení s nulou uprostřed. V tom roce byla zaznamenána také největší produkce – téměř 17 780 ks. Poslední Warszawa opustila tovární linku v roce 1973, celkem za 22 let bylo vyrobeno na 254 421 ks, z toho 72 834 bylo určeno na vývoz. K původně plánované motorizaci Polska uspokojivě nepřispěla. Svou prostorností ale vyhovovala mnohým dozorovým orgánům totalitní země.

### FSO Syrena

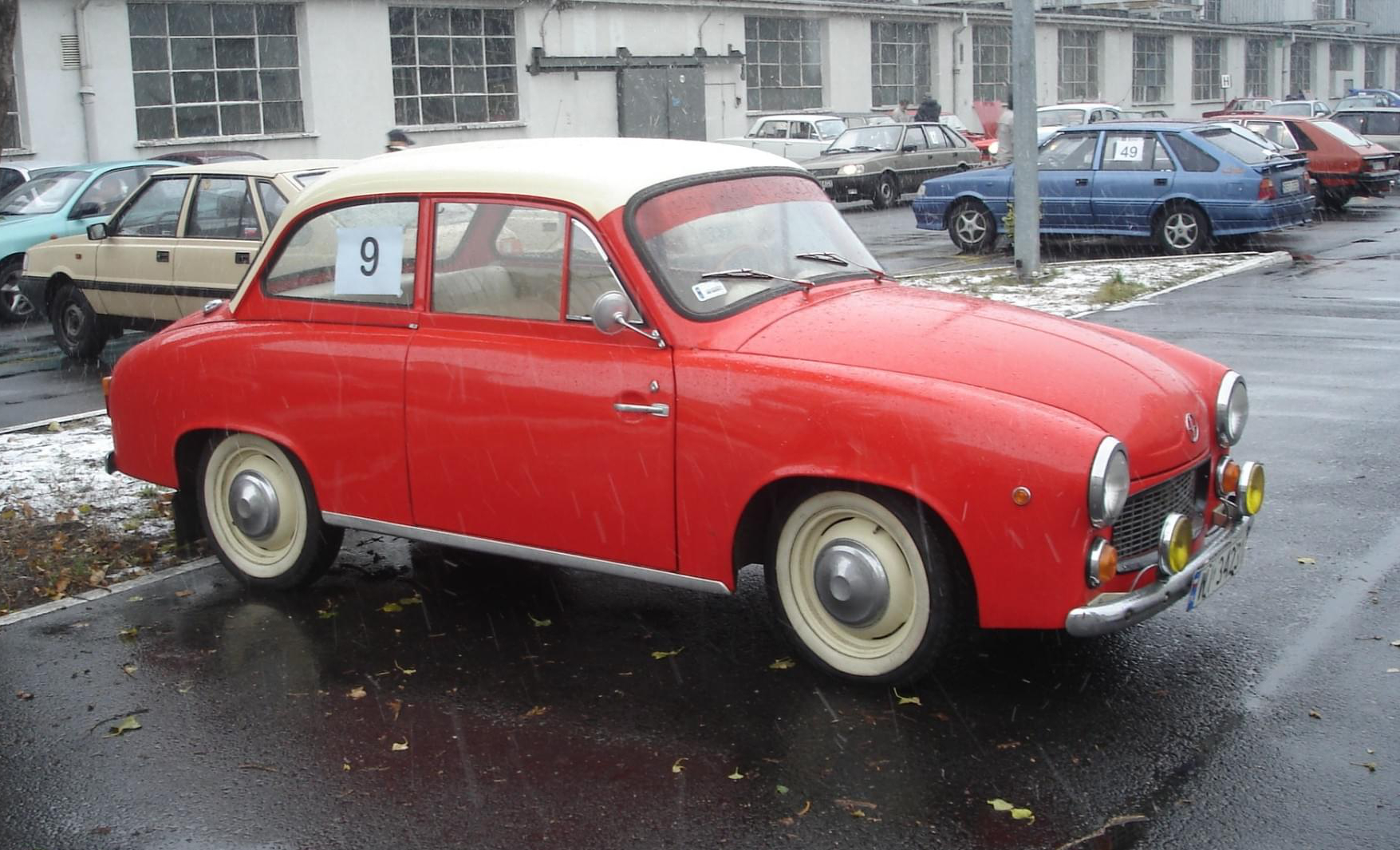
Syrena 104

Prvním ryze polským osobním automobilem se stal vůz nižší střední třídy Syrena. O zahájení konstrukčních prací na tomto malolitrážním voze rozhodlo po smrti Stalina předsednictvo polské vlády v květnu 1953. Veřejnosti byl poprvé představen na veletrhu v Poznani v červenci 1955. Sériová výroba modelu Syrena 100 ovšem díky nepružnosti komunistického zřízení začala až 20. března 1957. Roční produkce se pohybovala kolem 5 000 ks ročně. Postupem času bylo provedeno na 800 změn v rámci postupné modernizace a byly uvedeny typy Syrena 101 až 105, a také užitkové verze R-20 a Bosto. V roce 1972 převzala výrobu modelů Syrena továrna FSM (Fabryka Samochodów Małolitrażowych).

### Polski Fiat 125p (FSO 125p, FSO 1500)
Od vzniku FSO se vedly spory o další výrobě. Ve hře byla varianta pořízení licence nebo zaměření se na výrobu automobilů vlastní konstrukce. Nakonec i díky obdobnému postupu SSSR při vyjednávání a koupi západní licence automobilů Žiguli, který tak tomu dal politicky zelenou, dostala přednost licenční výroba –  snadnější a rychlejší přístup k novým technologiím. Jednání probíhala současně s automobilkou FIAT i Renault. Dohoda byla nakonec uzavřena v prosinci 1965 opět s Italy, týkala se modelů Fiat 1300/1500. Ovšem do hry vstoupila novinka – připravovaná premiéra Fiat 125. Tento na polskou stranu zapůsobil natolik, že došlo ke změně původní dohody. Ovšem finanční možnosti Polska dávaly omezený prostor, licenční vůz střední třídy Fiat 125p byl nakonec jakýmsi hybridem, oproti typu 125 podědil z modelů 1300 a 1500 podvozkové komponenty, motory objemu 1,3 a 1,5 litru s rozvodem OHV, převodovku i starší interiér. Vlastní výroba typu 125p byla zahájena v listopadu 1967.

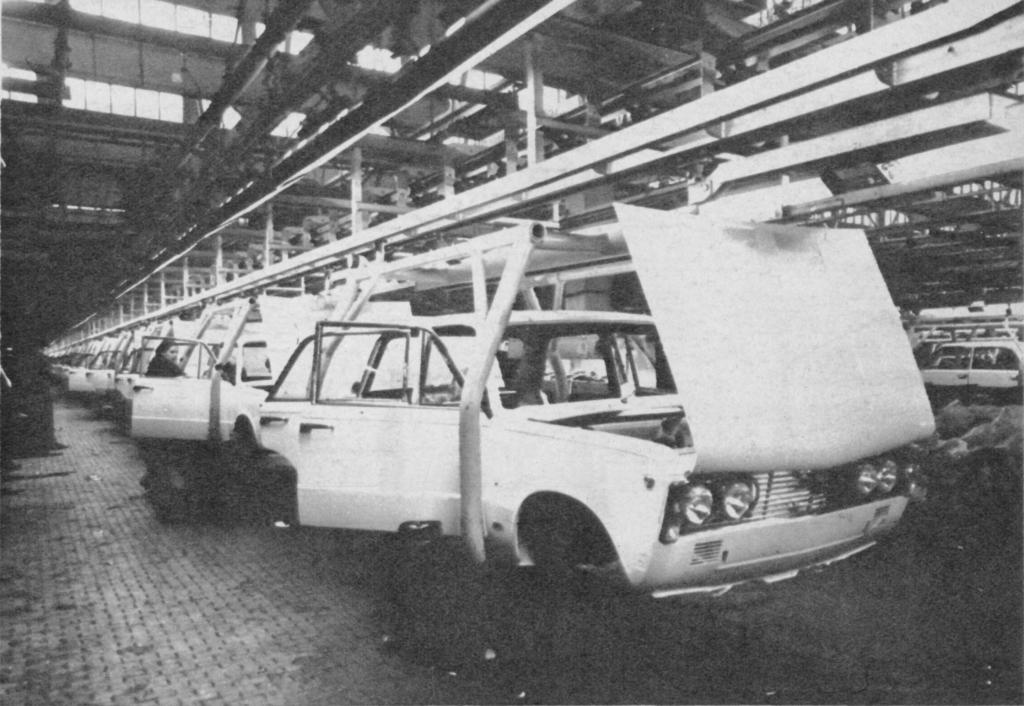
Výroba vozu Fiat 125p

První Fiaty 125p sjížděly z výrobní linky s motory typu 1300, od roku 1969 i s motory typu 1500. Od roku 1971 nabídku doplnila prostornější verze kombi a v roce 1973 z ní vycházející pick-up už se současným prvním výraznějším faceliftem – pro tyto modely je charakteristická černá plastová mřížka chladiče a „zapuštěné“ kliky dveří. Byly už vybaveny dvouokruhovým brzdovým systémem.
Prodej Fiatu 125p v zahraničí zvýšily tři vytrvalostní rychlostní rekordy (na 25 000 km, 25 000 mil a 50 000 km) získané v roce 1973, stejně jako úspěchy v motorsportu, do kterého Polsko mnoho investovalo. Po řadě úspěších závodních 125p s dovozovými motory 1,6 a 1,8 litru s rozvodem DOHC z modelu Fiat 132 (mj. na rally Monte Carlo a rally Akropolis) se roku 1974 objevila malá limitovaná série Fiat 125p 1600 Monte Carlo a Fiat 125p 1800 Akropolis. Na domácím trhu byly tyto modely s italským pohonným ústrojím a západní výbavou k dostání za valuty.
V roce 1974 vyrobil FSO poprvé více než 100 000 vozů Fiat 125p. Roku 1975 byly provedeny další změny, vůz byl vybaven většími ukazateli směru jízdy a zadními sdruženými svítilnami, z nárazníků zmizely ozdobné „kly“ a změnil se také interiér. V nabídce se objevila i menší série s dovozovým pohonným ústrojím Fiat s 2,0 litrovým motorem. V roce 1976 bylo dosaženo produkčního rekordu, vyrobilo se 117 000 Fiatů 125p. 

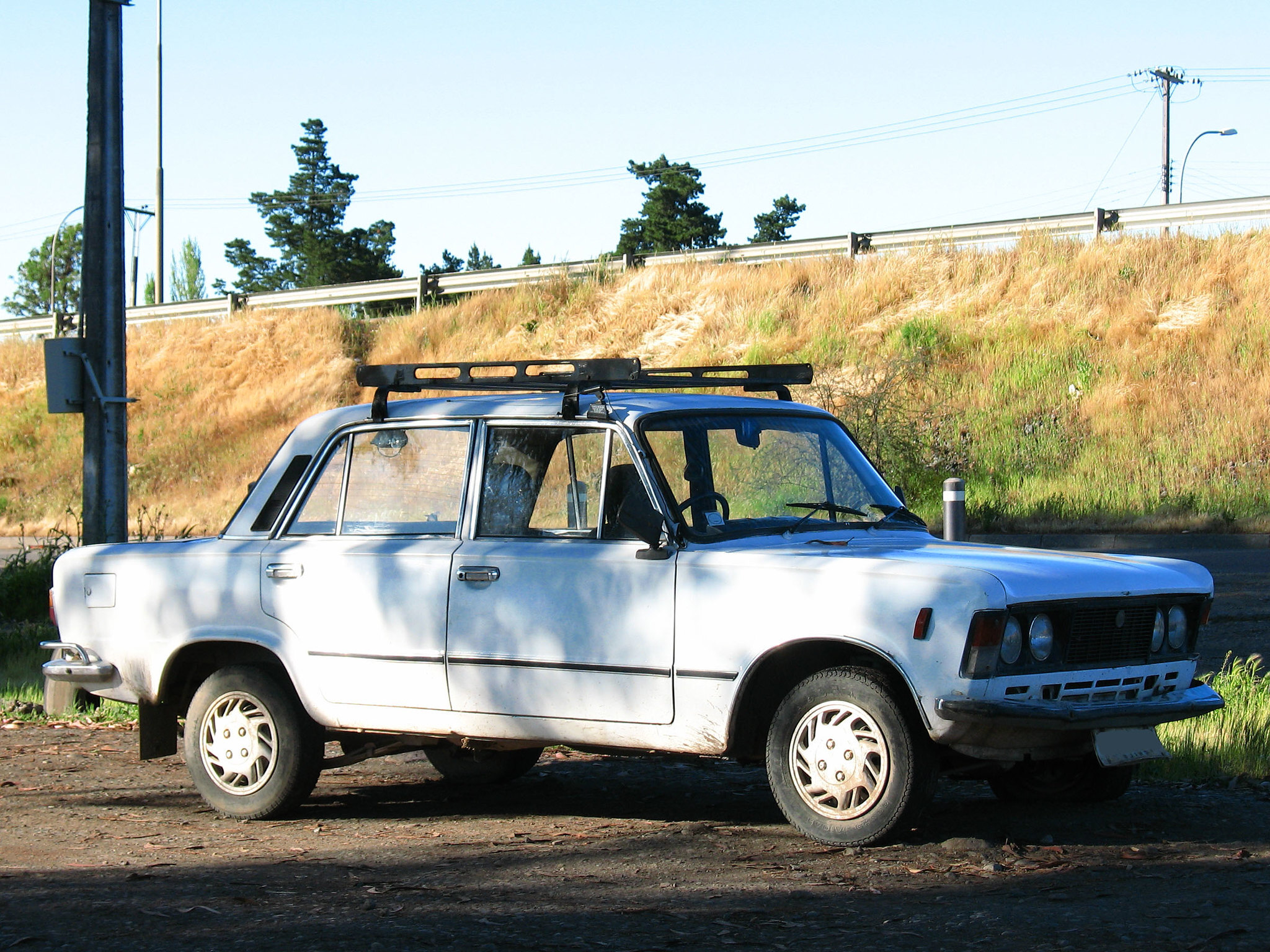
FSO 125P

V roce 1978 byl na trh uveden FSO Polonez, který měl postupně do roku 1982 Fiata 125p ve výrobě zcela nahradit. V roce 1981 však byl v Polsku vyhlášen výjimečný stav a řada států s ním odmítla obchodovat. I s ohledem na četné stávky poklesla výroba z plánovaných 70 tis. na cca 40 tis. vozů 125p za rok. Roku 1983 navíc vypršela dohoda s automobilkou FIAT, která už nechtěla spojovat své jméno se státem omezujícím ve výjimečném stavu lidská práva. Automobil nyní nesl označení FSO 125p, později FSO 1300/FSO 1500. V jeho produkci se pokračovalo pro zájem především polského trhu o automobil stejné velikosti, který bude levnější a lehčí než FSO Polonez a s totožnými motory vykáže lepší spotřebu i dynamiku a při přepravě shodného nákladu nižší opotřebení a poruchovost jinak přetížené hnací jednotky. V roce 1986 byla vyrobena i 100 ks série s motory Volkswagen 1,6D. Poslední automobil typu 125p byl v Polsku vyroben v polovině roku 1991. Celkem bylo vyrobeno 1 445 699, z toho 874 966 bylo určeno na vývoz.
Původní smlouva zaručovala FSO výrobu všech nových typů automobilky FIAT pro polský trh. Fiat 125p byl postupně doplněn o montáž modelů 127p, 128p, 131p, 132p a derivátu 1100p Zastava z dovážených dílů. Auta označovaná jako „smontovaná v Polsku“ se dodávala ze zahraničí téměř kompletní. FSO provedla jen „finální montáž“, jejíž nejkomplikovanější operací bylo např. domontování polských sedadel a nárazníků. Jinak drobných součásti jako stěračů, autobaterií, pneumatik Stomil a vlastního označení. Původní označení bylo často zanecháno v prodávaném automobilu. V Polsku byl takto od roku 1973 montován i Fiat 132 (větší nástupce modelu 125) jako Polski Fiat 132p (včetně montáže 270 ks v roce 1985, kdy proběhl velký facelift, při kterém se změnil i název z číselného označení na slovní Argenta), oblíbený u vysokých státních úředníků a představitelů bezpečnostních složek. Takto smontované automobily se prodávaly v Polsku přes Pewex, tamní obdobu československého Tuzexu, za valuty zahraničních měn.

### FSO Polonez

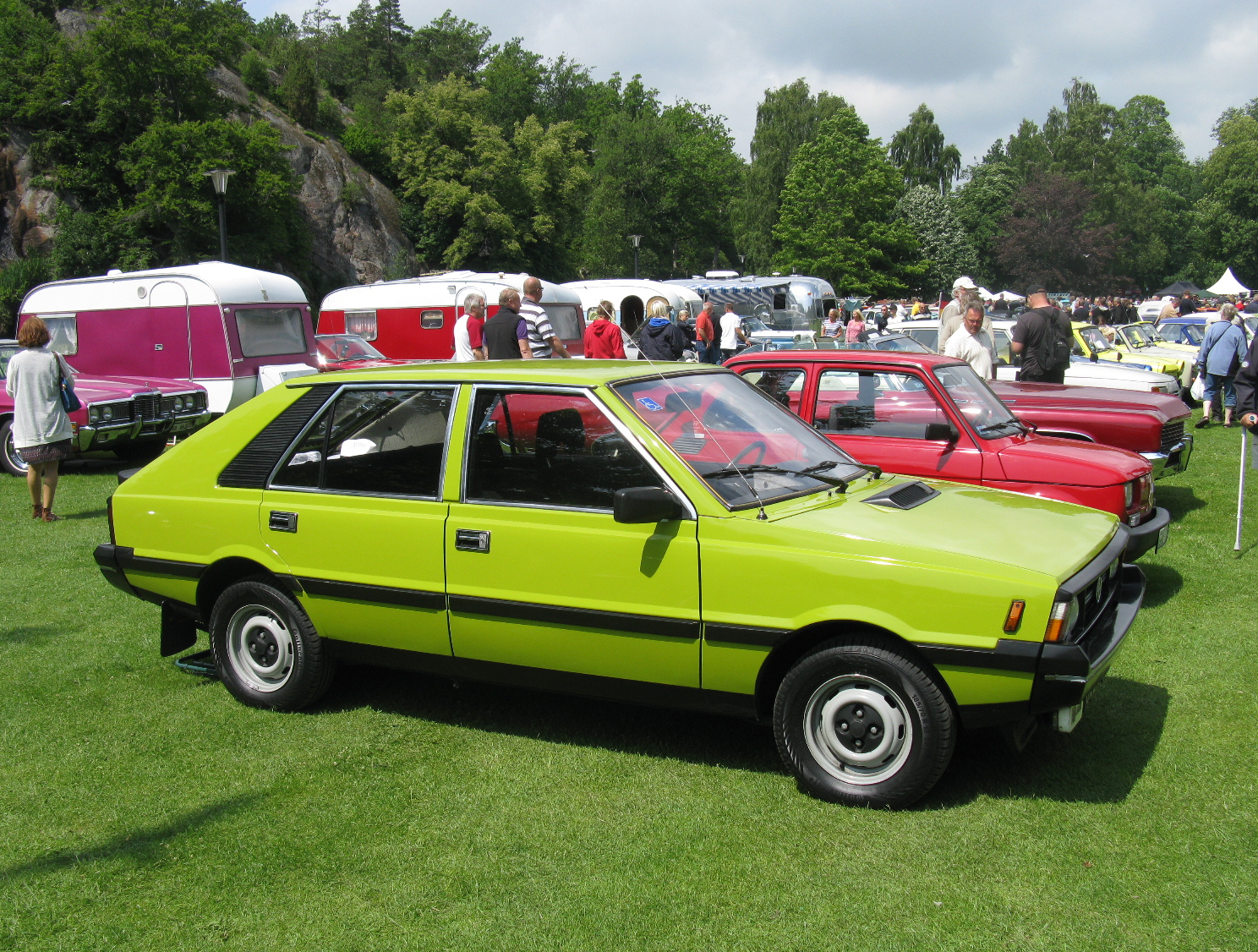
Polonez

FSO Polonez byl nástupce Fiatu 125p. Pouhý rozsáhlejší facelift vozu, navržený oddělením Centro Stile Fiat, polské straně nestačil. Při návrhu karoserie nového FSO Polonez proto FIAT vyšel z aktuálních konstrukčních prvků studie ESV 2000 Libbre z roku 1973, postavené v rámci projektu Experimental Safety Vehicle ve spolupráci s designérem Giorgetto Giugiarem. Oproti předchůdci byl Polonez moderní liftback střední třídy, ovšem moderní jen navenek. Všechny podstatné konstrukční skupiny převzal od předchůdce. Podvozkové komponenty, motor, převodovka i interiér pocházely z typu 125p, který byl licenčně vyráběn sice s karoserií Fiat 125, ale konstrukčními skupinami z ještě staršího Fiatu 1300/1500. Výrobní zařízení převzal Polonez po předchůdci. V další etapě výroby měl být poháněn motory DOHC objemu 1,6, 1,8 nebo 2,0 litry z modelu Fiat 132.
První Polonez sjel z výrobní linky v květnu 1978. Optimistická nálada z prodejů 125p vedla k naplánování výroby až 160 000 vozů Polonez ročně. Rozměrná karoserie Polonez s velkým zavazadlovým prostorem splňovala i přísné americké předpisy pasivní bezpečnosti ještě před jejich zmírněním. Automobil byl ale těžký a jeho závodní verze s motorem Fiat objemu 2,0 litru s rozvodem DOHC vyhlížených úspěchů v motorsportu na Západě nedosáhla. Účinná neplacená reklama v zahraničních časopisech se nekonala. Vývoz na západní trhy nesplnil očekávání. Vznešený název Polonez posílil sebevědomí obyvatel Polska, rozsáhlé emigrantské komunity Poláků na Západě ale nechal při výběru nového automobilu chladné. Naplánované výroby se nikdy ani vzdáleně nedosáhlo. Světu neznámé FSO se nevyplatilo ani opuštění značky Fiat a prodej vozu Polonez ve vlastní budované dealerské síti. Vyrobená tisícikusová série pro závodní homologaci s motory Fiat 2,0 litru nakonec skončila u polských ozbrojených složek a vládních institucí. Plánovaný nákup licence na silnější motory Fiat pro novou etapu výroby se kvůli krizi polského hospodářství na přelomu 70. a 80. let neuskutečnil. Polsku chyběly devizy na nákup licence i materiálu. Inovovaný Polonez v roce 1983 podědil již notně zastaralé pohonné jednotky 1,3 a 1,5 litru s rozvodem OHV. Výrazného faceliftu se dočkal až roku 1986, kdy získal dodatečné boční okénko v zadním sloupku, zlepšující výhled dozadu. Motor objemu 1,5 litru byl také převrtán na 1,6 litru. Další výraznou modernizaci zaznamenal Polonez v roce 1991 s verzí Caro s novou aerodynamičtější přídí s obdélníkovými světlomety. V roce 1996 přibyla verze Atu s karoserií sedan. Varianta kombi se přidala v letech 1999–2002 už pod společností Daewoo-FSO. Roční produkce Polonez se pohybovala kolem 100 000 vozů, celkem bylo do roku 2002 vyrobeno 1 061 807 vozidel. Početné byly i mnohé odvozené užitkové verze, v Polsku nahrazující dodávky Nysa a Žuk.

### Ve vlastnictví Daewoo

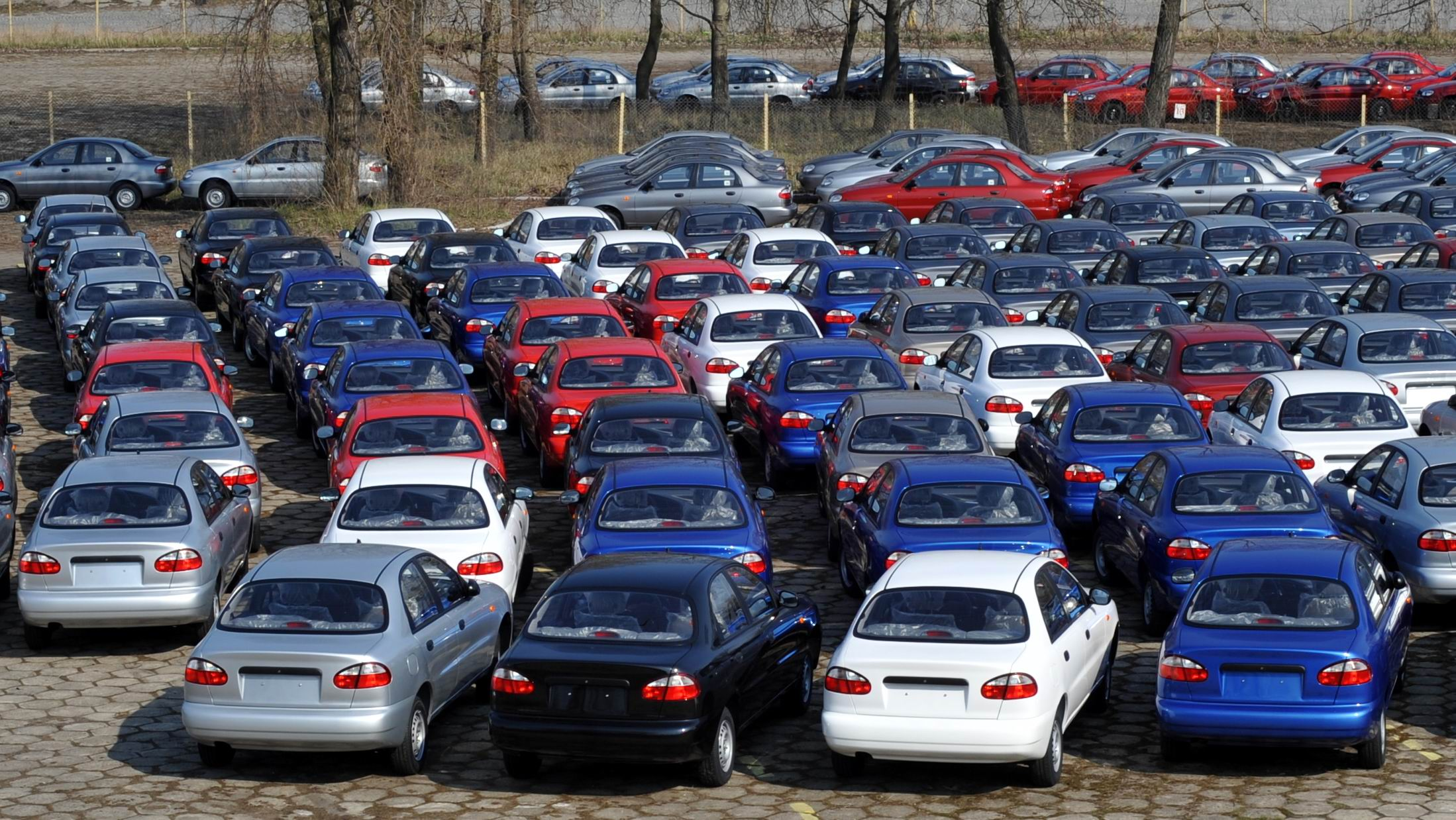
Nové automobily Daewoo-FSO Lanos

Po stavebních úpravách roku 1989 se polská vláda rozhodla vyhledat pro FSO mezinárodního partnera. I přes mnohé pokusy a vyjednávání se to však několik let nedařilo. První dobré jednání začalo v roce 1994 s General Motors dohodou že se v FSO bude vyrábět Opel Astra. Přesto byla FSO prodána firmě Daewoo na které byla FSO nezávislá a ve skutečnosti to byli konkurenti. Firma byla přejmenována na Daewoo-FSO.
Od roku 1997 FSO vyráběla Daewoo Lanos, následovalo v roce 1997 Daewoo Matiz. Vyráběl se však pořád i Polonez, který byl modernizován a přijal nový design. Přesto poptávka o Polonez ubývala až do roku 2002, kdy byla výroba zastavena.

### Ukrajina
Roku 2002 vyhlásilo Daewoo bankrot a FSO byla znovu samostatná. Polská vláda zajistila práva pro výrobu a prodej automobilů Lanos a Matiz. Nicméně FSO neměla prostředky pro aktualizaci a proto prodej vozidel klesal. Nakonec FSO našla záchranu na Ukrajině, kde automobily Lanos a Matiz vyráběné společně s AvtoZAZ začaly být více oblíbené. V roce 2004 byla Daewoo-FSO přejmenována znovu na FSO.
Během tohoto období začala polská vláda hledat pro FSO partnera. FSO vstoupila do debat se společností MG Rover. Nakonec se partnerem stala ukrajinská společnost ZAZ. UkrAVTO, vlastník ZAZ, navrhla vyrobit nový model pro FSO až vyprší licence na Lanos a Matiz. Nakonec se Generals motors dohodly s UkrAVTO na tom, že FSO bude vyrábět Chevrolet Aveo (Daewoo Kalos). Chevrolet Kalos se nyní vyrábí pod názvem FSO T250.

## Modely
- 1951: Warszawa M-20
- 1957: Syrena 100
- 1964: Warszawa 203/204 sedan
- 1967: Polski Fiat 125p
- 1978: FSO Polonez MR'78/MR'83/MR'85
- 1981: FSO Polonez Coupe
- 1986: FSO Polonez MR'86/MR'87/MR'89
- 1988: FSO Polonez Truck
- 1991: FSO Polonez Caro
- 1992: FSO Polonez Truck „Caro“
- 1993: FSO Polonez Caro MR'93
- 1993: FSO Polonez Cargo
- 1996: FSO Polonez Atu

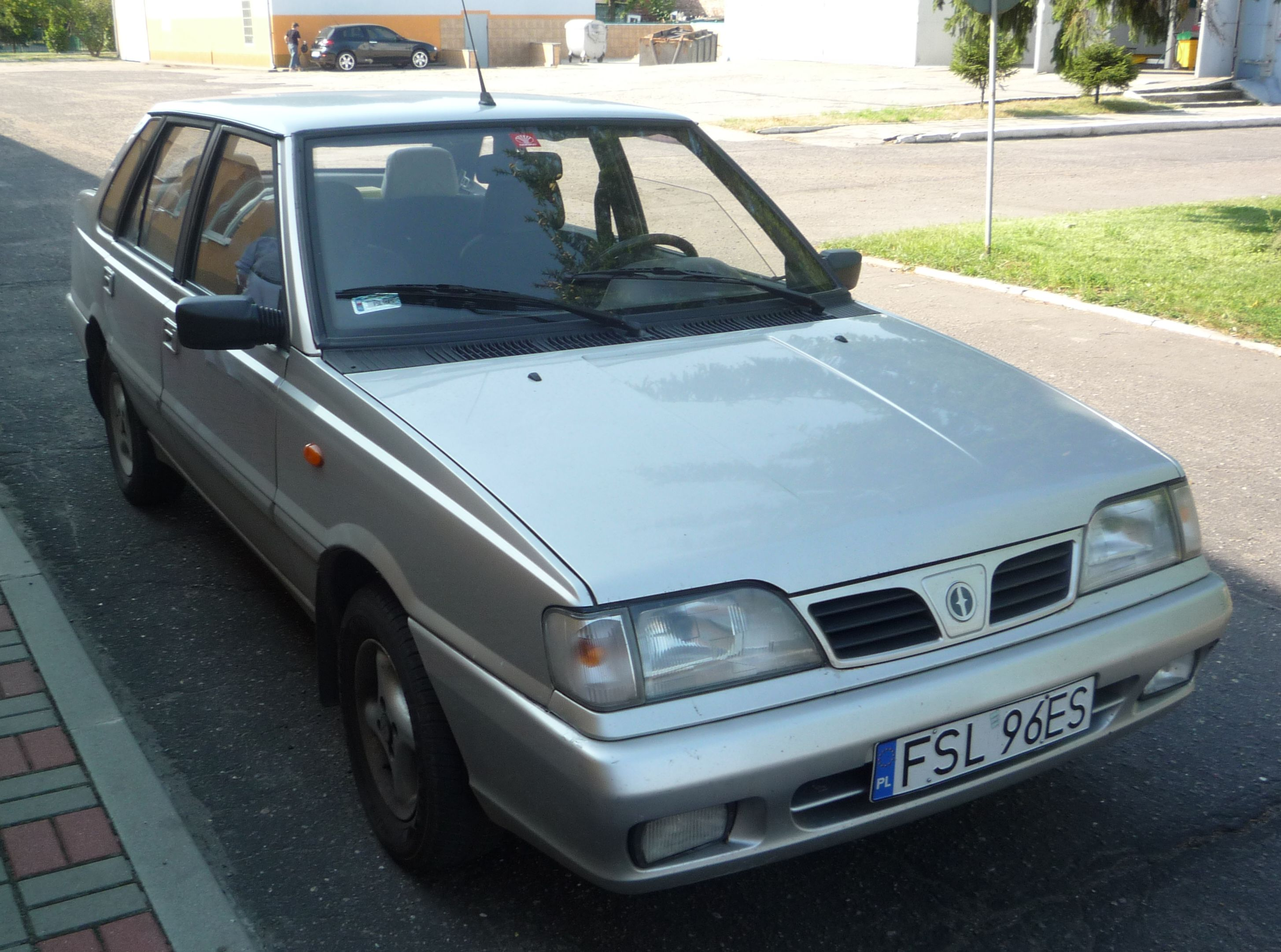
Polonez Atu Plus

- 1997: FSO Polonez Atu Plus/Caro Plus/Cargo Plus/Truck Plus
- 1999: FSO Polonez Kombi
- 2004: FSO Matiz
- 2004: FSO Lanos

## Prototypy

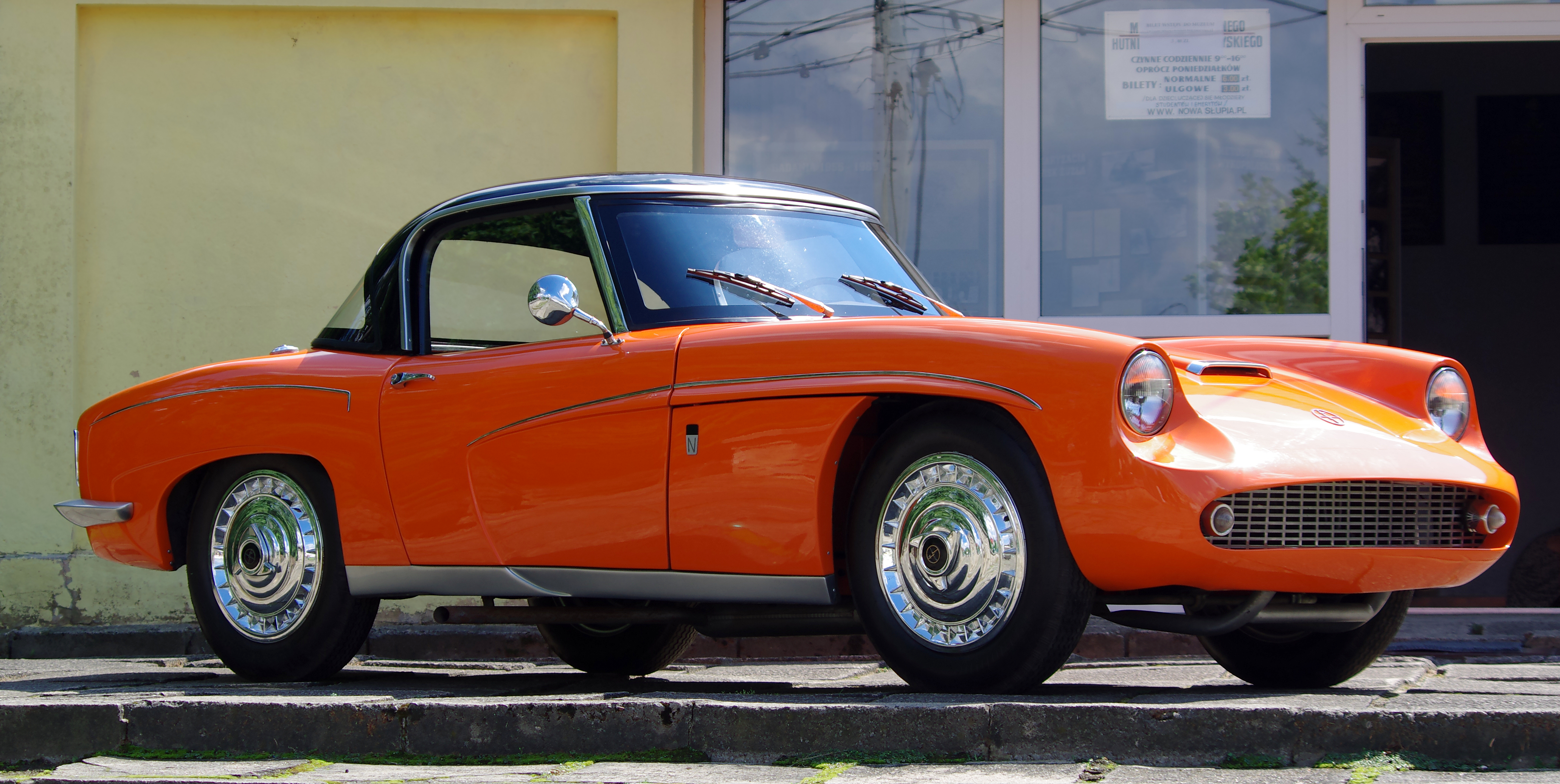
FSO Syrena Sport

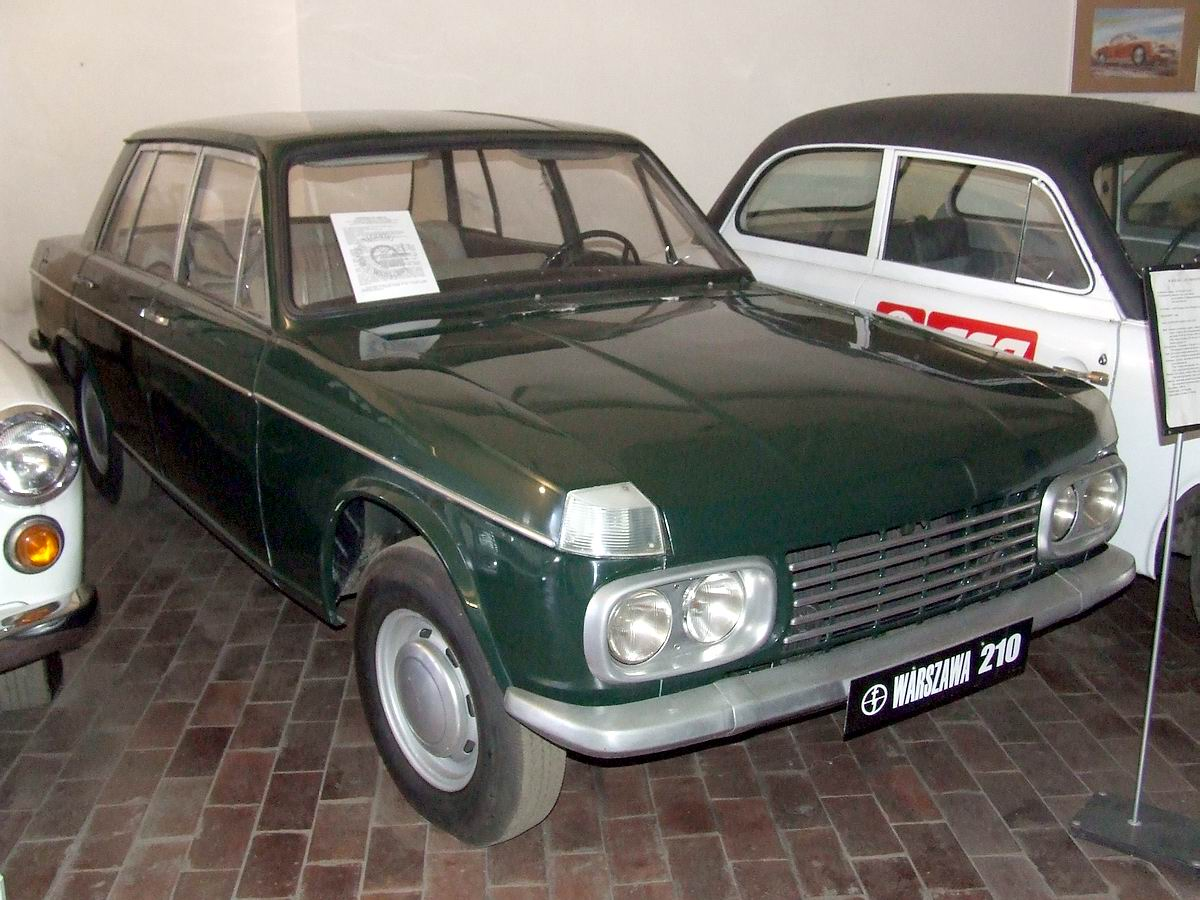
FSO Warszawa 210

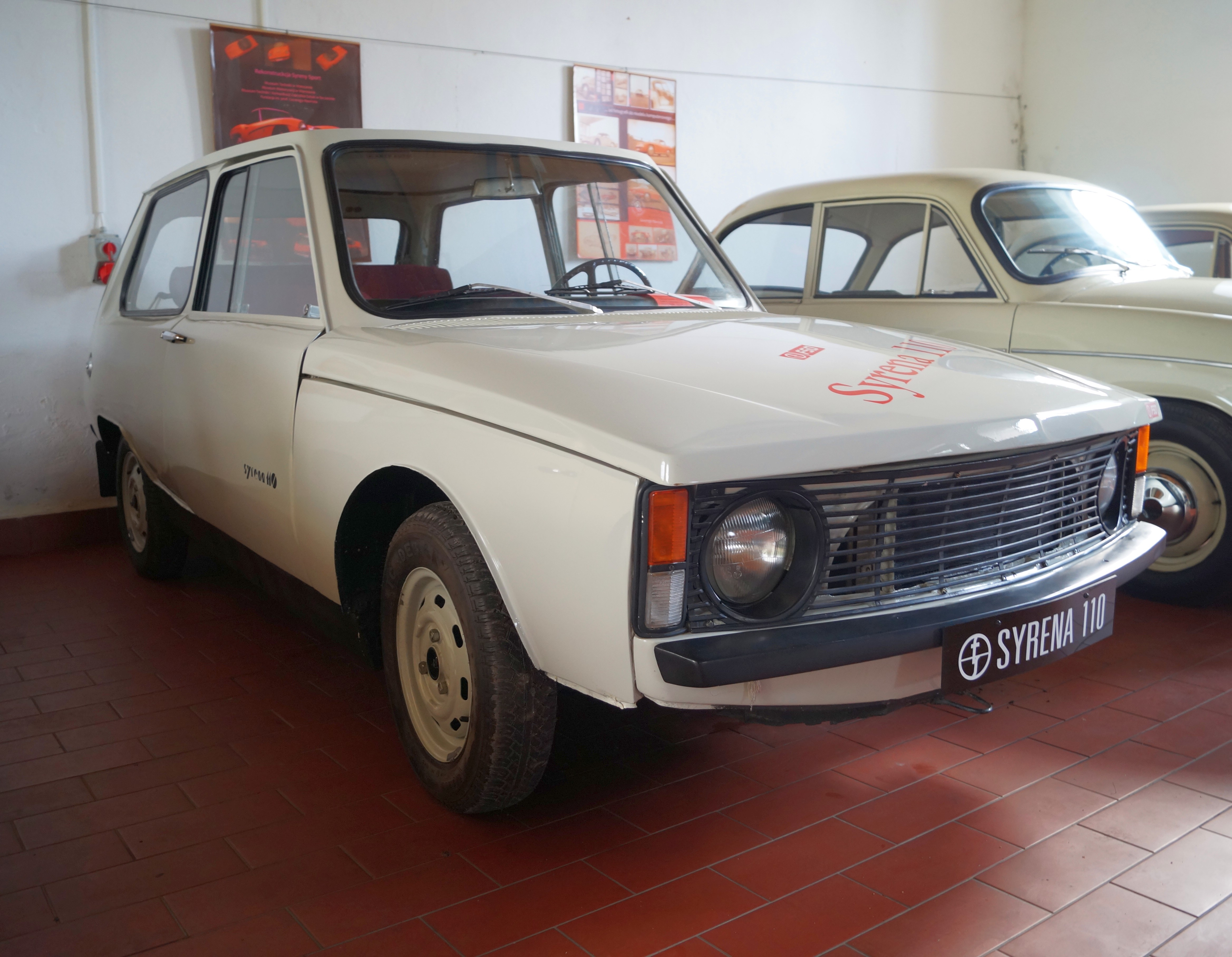
FSO Syrena 110

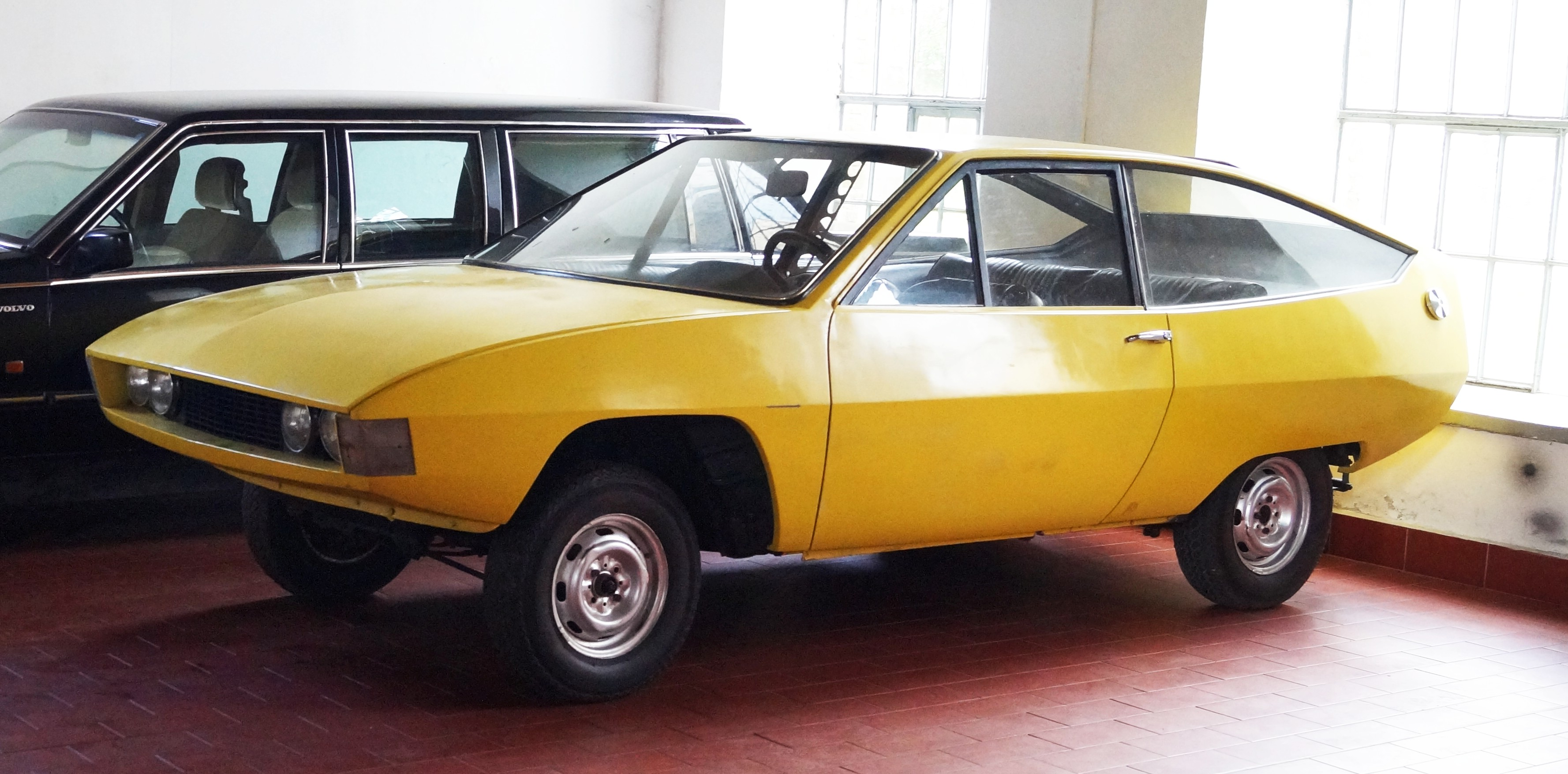
Polski Fiat 125p Coupé

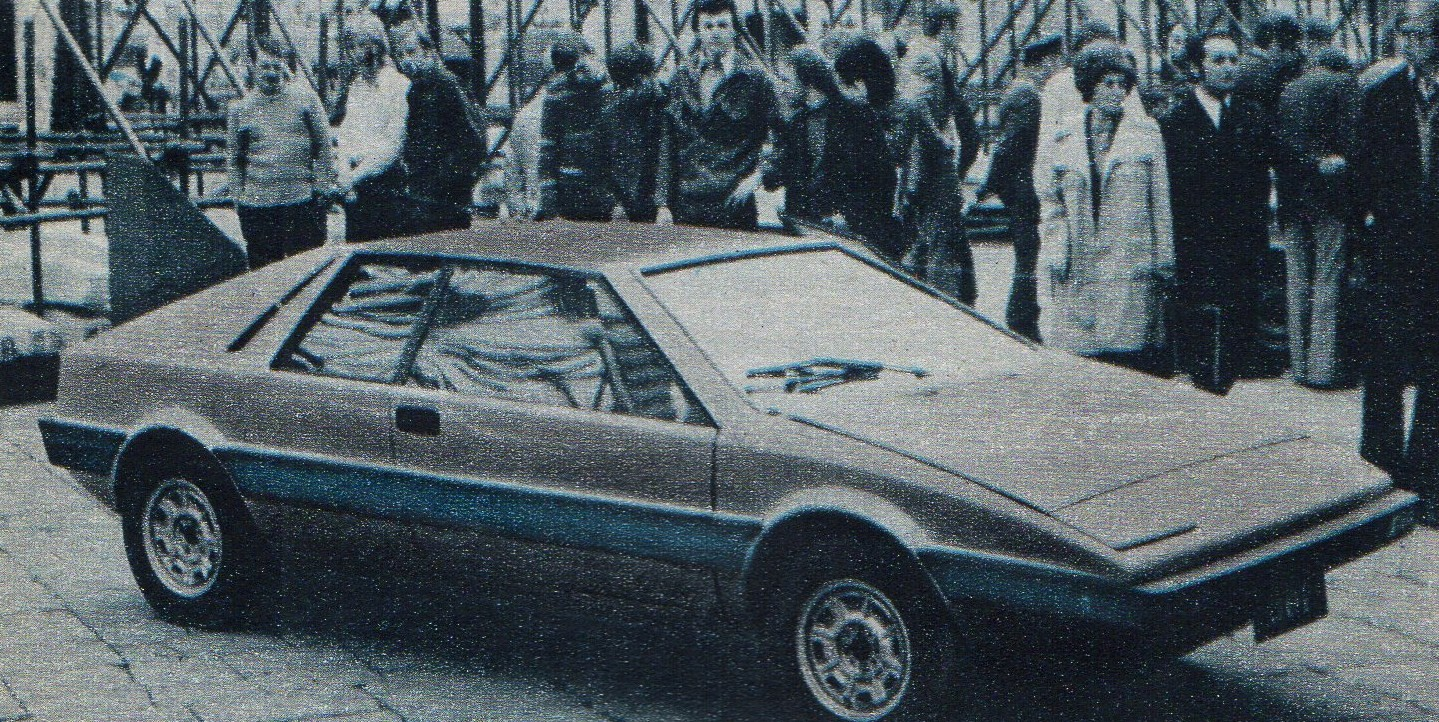
FSO 1300 Coupé

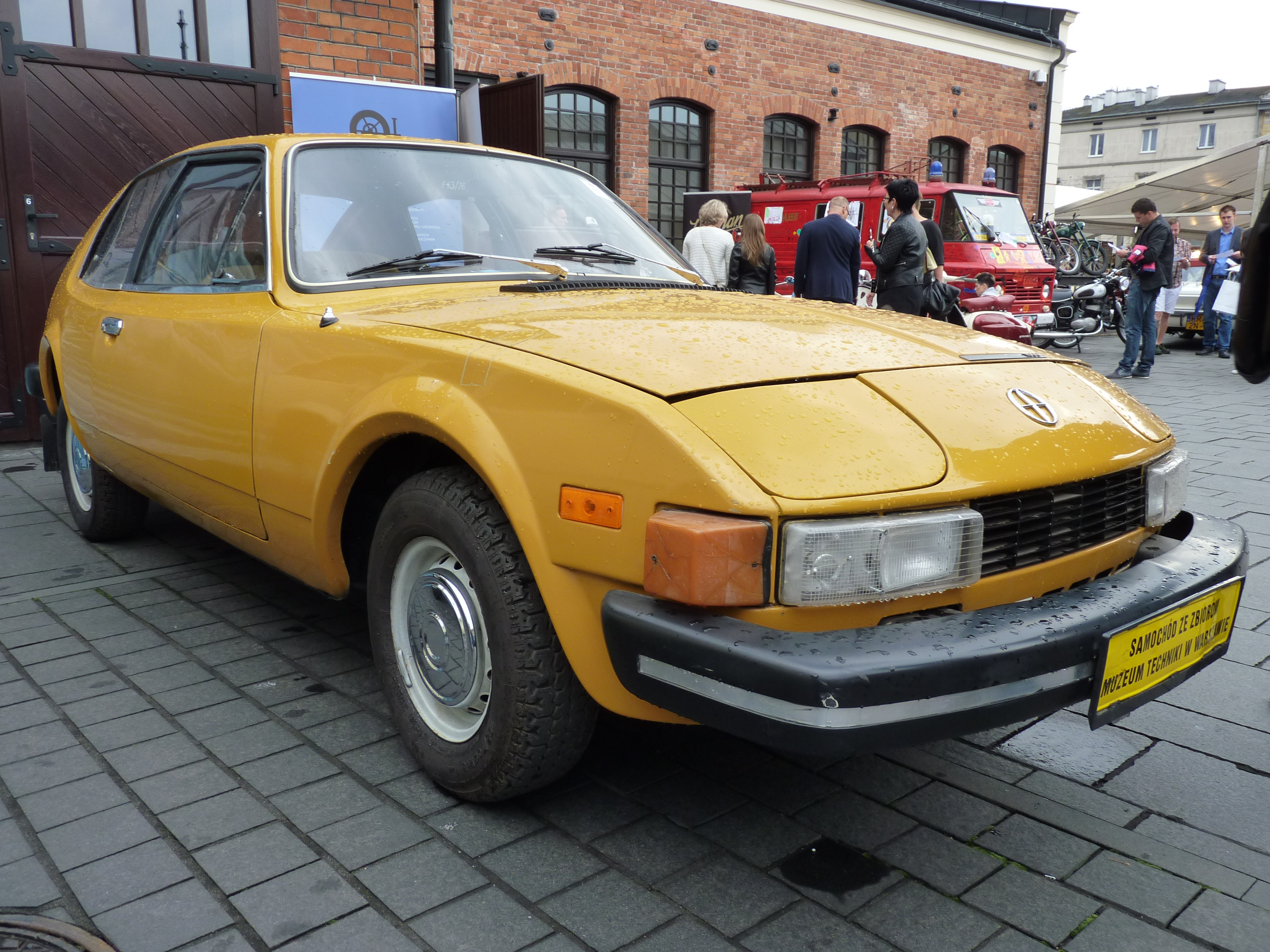
FSO Ogar

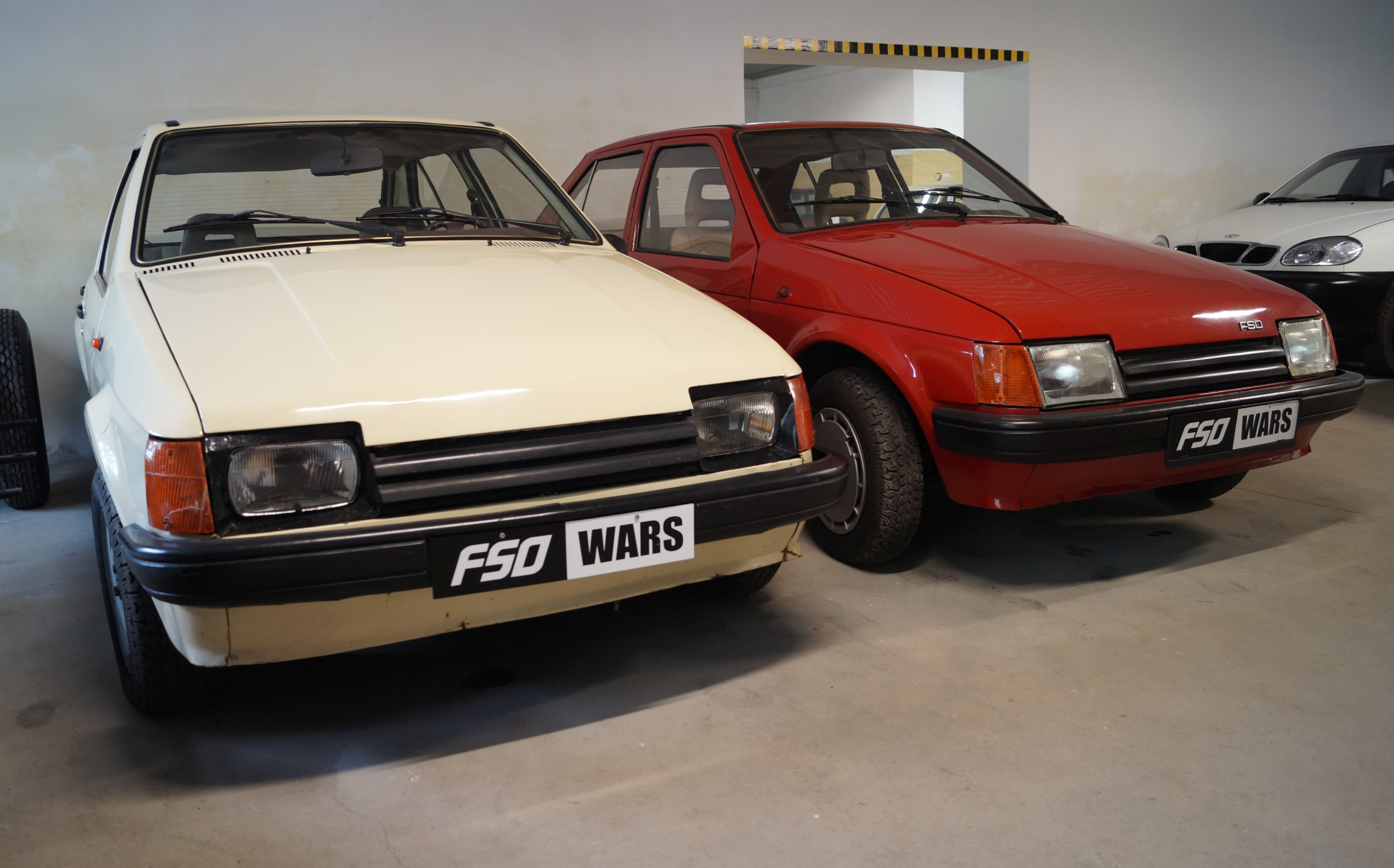
FSO Wars

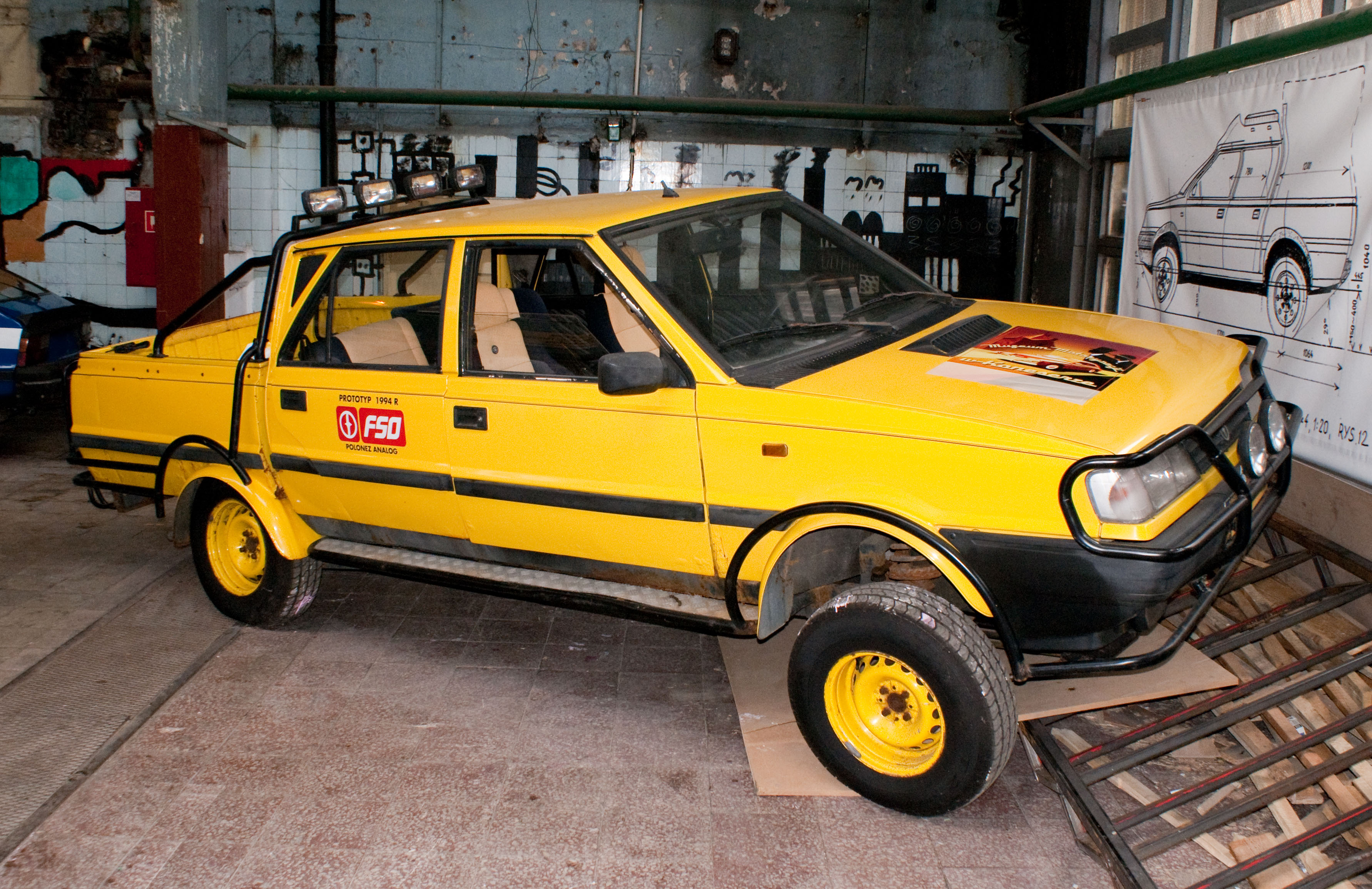
FSO Polonez Analog

- 1960: FSO Syrena Mikrobus
- 1960: FSO Syrena Sport
- 1971: FSO Syrena 607 hatchback
- 1964: FSO Warszawa 210
- 1965: FSO Syrena 110 hatchback
- 1971: Polski Fiat 125p Coupé
- 1974: FSO 1300 Coupé
- 1974: Polski Fiat 125p Cabrio
- 1982: Analog 1,2
- 1977: FSO Ogar
- 1981: FSO Polonez Pickup (3-osé)
- 1982: FSO Polonez Sedan
- 1979: FSO Polonez Long
- 1985: FSO Wars
- 1994: FSO Polonez Analog